# Hielo
Hielo är en bergstopp i Antarktis. Den ligger i Sydshetlandsöarna. Argentina, Chile och Storbritannien gör anspråk på området.
Terrängen runt Hielo är huvudsakligen kuperad, men den allra närmaste omgivningen är platt. Havet är nära Hielo åt sydost.  Trakten är glest befolkad. Närmaste befolkade plats är Commandante Ferraz Station, 13,4 kilometer väster om Hielo. 